# Andrea Matteo III Acquaviva
(Carlo Antonio De Rosa)
Andrea Matteo III Acquaviva d'Aragona (Atri, gennaio 1458 – Atri, 29 gennaio 1529) è stato un condottiero, gran siniscalco e letterato italiano.
Fu 8º duca di Atri e il 2º di Teramo, marchese di Bitonto, conte di Caserta, Conversano e San Flaviano e signore di Bellante, Canzano, Controguerra, Corropoli, Eboli, Forcella, Montepagano, Montone, Mosciano Sant'Angelo, Notaresco, Torano Nuovo, Tortoreto, Ripatransone e Sternatia.

## Biografia
Era figlio di Giulio Antonio e di Caterina Orsini del Balzo, figlia naturale di Giovanni Antonio Orsini del Balzo, principe di Taranto.
Divenuto erede del ducato di Atri già alla morte del fratello maggiore Giovanni Antonio, scomparso nel 1479, ne assunse il titolo di marchese di Bitonto; prese le redini degli stati feudali che aveva posseduto il padre in Abruzzo e in Puglia nel 1481 alla morte di Giulio Antonio, caduto decapitato dai Turchi durante la battaglia di Otranto, alla quale anche Andrea Matteo aveva preso parte in giovane età’. Fu uno degli artefici della congiura dei baroni (1485-1486). Come da tradizione politica la famiglia Acquaviva aveva sempre favorito nelle lotte per l’ascesa al trono del Regno il partito francese, nonostante la fedeltà dimostrata sino alla morte da Giuliantonio agli Aragonesi. Eppure Andrea Matteo III mossosi con il suo esercito a favore dei Francesi e contro gli Spagnoli, combatte’ a Ravenna e partecipo all’assedio di Taranto, combattendo persino contro suo fratello Belisario, che invece era a capo delle truppe spagnole e difese la città pugliese. Nonostante la fama raggiunta da Andrea Matteo III di letterato (era amico del Pontano e del Sannazaro e aveva aperto la prima stamperia a Napoli sotto il palazzo Dei Dichi d’Atri), e di politico, stratega e comandante d’armi, venne spodestato dei suoi feudi più importanti, Atri e Giulia Nova per circa un decennio e solo successivamente ne torno in possesso, ottennendo il perdono di re Ferrante d'Aragona: gli venne però tolto il titolo di Marchese di Bitonto, ch’egli aveva passato al  figlio primogenito Gianfrancesco Acquaviva, d’Aragona, unitamente a quelli di Marchese di Bellante, Conte di Conversano e Principe di Teramo. A seguito delle lotte per la successione alla dinastia aragonese sul trono di Napoli ed i tentativi del Lautrec di riportare la famiglia reale francese sul trono di Napoli, Andrea Matteo III, ma soprattutto suo figlio Gianfrancesco  parteggiarono per quest’ultimo suscitando poi l’ira di Carlo V che con un apposito editto contro Andrea Matteo Acquaviva, Gianfrancesco Acquaviva e suo cugino Sergianni Caracciolo negò al Duca d’Atri molte investiture ed il diritto familiare di godere del maggiorascato e dell’accentramento ereditario dei feudi posseduti a favore del primogenito Gianfrancesco, il quale fu costretto all’esilio in Francia. Andrea Matteo III fu perdonato dall’Imperatore solo dopo il 1521, dopo aver dimorato a Napoli, quasi costretto senza potersi recare nei suoi feudi e fuori dal Regno. A seguito del perdono di Ferrante ricevette in cambio il titolo di gran siniscalco del Regno, il reintegro della maggioranza dei suoi frodi e la signoria di Martina Franca.  Tutto era iniziato nel 1503 quando Andrea Matteo venne catturato a Rutigliano dagli Spagnoli, gli furono confiscati tutti i feudi abruzzesi (Ducato d’Atri, Contea di Giulia Nova, Marchesato di Bellante, Signoria di Padula, Valle Castellana, Rocca Roseto e Aufena, Signoria di Morro, terra Cordesca, Selva dei Colli, Montepagano, Canzano, Cellino, Notaresco, Castello Vetere, Basciano, Arsita, Castiglione, Corropoli e Colonnella), pugliesi (la Contea di Conversano, il Ducato di Noci e Gioia) e campani (Caserta, avuta dopo il matrimonio con Caterina Della Ratta ed Eboli). Molti dei feudi abruzzesi vennero affidati ai Di Capua. Andrea Matteo III venne poi rinchiuso nel carcere di Gaeta e liberato tre anni dopo; dal 1506 dimorò prevalentemente in Napoli, dove si dedicò all’arte, a realizzare una grande biblioteca e alla letteratura nella Scuola del Pontano. 
Andrea Matteo era un uomo d'armi e di lettere, colto e raffinato. Il suo palazzo in Napoli fu luogo di incontro di letterati come Giovanni Pontano e Jacopo Sannazaro, le cui opere furono stampate in una tipografia di proprietà del duca di Atri; per lui lavorarono insigni miniatori dell'epoca, come Cristoforo Majorana e Reginaldo Pirano. Insegnò all'Accademia Pontaniana e tradusse alcune opere di Plutarco, pubblicate nel 1526 a Napoli dal figlio Giovanni Antonio Donato.

## Discendenza
Andrea Matteo si sposò tra il 1477 e il 1480 con Isabella Todeschini Piccolomini d'Aragona (1459-1508), figlia primogenita di Antonio I, duca di Amalfi e conte di Celano (costui era figlio di Laudomia, sorella di papa Pio II e nipote di un altro Pontefice Enea Silvio Piccolomini, Bonifacio IX, ed aveva sposato Maria d'Aragona, figlia naturale legittimata del Re Ferrante. Rimasto vedovo, si risposò nel 1509 con Caterina Della Ratta († 1511), vedova di Cesare d'Aragona (figlio naturale del re di Napoli, morto in esilio nel 1504). Con questo matrimonio Andrea Matteo unificò i possedimenti della famiglia (anche se decurtati da confische del sovrano) con la ricca contea di Caserta ed altri beni tra cui il feudo di Eboli; qui gli Acquaviva successero ai Della Ratta, che l'avevano tenuta dal 1310. Seppe abilmente consolidare la contea facendo sposare suo nipote, Giulio Antonio II Acquaviva figlio di Gianfrancesco, esiliato in Francia, con la pronipote della contessa di Caserta, Anna Gambacorta. Grazie alla mediazione di Andrea Matteo III, quindi, anche il discendente di Gianfrancesco (morto in esilio) poté rientrare in Italia ed essere investito del titolo di Marchese di Bellante e Principe di Caserta, che sarebbe poi rimasta feudo degli Acquaviva fino al 1659, anno della morte di Anna Acquaviva. Andrea Matteo mori probabilmente ad Atri, dov’è sepolto, il 29 gennaio 1529. Di lui sappiamo che fu considerato un Principe italiano del Rinascimento degno di poter trattare alla pari con gli altri Principi italiani, al pari di Alessandro Farnese, Ferrante Gonzaga, Cosimo de Medici, Antonio Piccolomini, Ludovico Sforza. Nel Regno di Napoli non ebbe pari, si disse, fuorché il fratello secondogenito Belisario, rimasto sempre fedele agli Spagnoli e investito in premio del titolo di Duca di Nardo’. Di lui sappiamo che fu ritratto da numerosi artisti, ma tutti i ritratti che lo raffigurarono andarono perduti nelle vicissitudini accorse successivamente all’estinzione della famiglia Acquaviva nella seconda metà del  XVIII secolo. Il suo profilo stampato su di una moneta coniata ad Ascoli Piceno è l’unica immagine che ci rimane del Duca d’Atri. Il primo Matrimonio con Silvia Piccolomini gli permise di entrare nella consorteria senese dei Piccolomini, che poterono contare tra il 1450 ed il 1513 su due pontefici della famiglia, due figli di Re d’Aragona, svariati Cardinali e numerose e potenti relazioni con i principali Principi del Rinascimento, dalla famiglia de Medici ai Gonzaga (Gianfrancesco aveva sposato la figlia di Ferrante Gonzaga), dai Montefeltro, duchi di Urbino, agli Sforza di Milano, dai Farnese ai Colonna di Roma. Ebbe anche forti relazioni con i Doria di Genova e i Sanseverino di Salerno suoi cugini.  
Andrea Matteo ebbe i seguenti figli:
- Giovanni Battista (1482-1496);
- Alfonso;
- Gianfrancesco († 1527), marchese di Bitonto, che sposò Dorotea Gonzaga;
- Giannantonio Donato (1485-1554 circa), 9º duca di Atri, che sposò Isabella Spinelli;
- Giovanna, la quale sposò Sergianni Caracciolo, II principe di Melfi;
- Beatrice, religiosa;
- Giovanni Vincenzo († 1546), cardinale e vescovo di Melfi e Rapolla.